# 15556 Hanafy
15556 Hanafy eller 2000 FW49 är en asteroid i huvudbältet som upptäcktes den 30 mars 2000 av LINEAR i Socorro County, New Mexico. Den är uppkallad efter Abdel Rahman Mohamed Hanafy.
Asteroiden har en diameter på ungefär 3 kilometer och den tillhör asteroidgruppen Vesta.